# Karprofen
Karprofen (Rimadil, Imadil, i Imafen) je nesteroidni antiinflamatorni lek koji se koristi veterini kao dodatni tretman za olakšavanje artritičkih simptoma kod ostarelih pasa. On se takođe koristi za olakšavanje bola i umanjenje otoka nakon uklanjanja genitalija. Karprofen se može koristiti kao kratkotrajni lek za bol zglobova ili za post-operativnu inflamaciju, kao i za svakodnevno olakšavanje bola i inflamacije uzrokovane osteoartritisom, i drugim formama deterioracije zglobova.

## Administracija
Karprofen je dostupan u tabletama od 25, 75 i 100 mg, kao i u formi injekcija. U Ujedinjenom Kraljevstvu tablete od 50 mg su više korištene od onih od 75 mg. Uobičajena dnevna doza je 1 mg na 1 funtu (453,6 grama) telesne težine (oko 2,2 mg na kg). U Australiji se prodaje pod nazivom Norokarp u pakovanjima od 20 mg i 50 mg, ili kao Norofen u formi inekcionih tečnosti u koncentraciji od 5,0%, za lečenje krava i pasa.

## Indikacije
Iako većina pasa dobro reaguje na karprofen, primećeno je da kod nekih životinja može prouzrokovati zatrovanje jetre, te su se zbog toga u prvim godinama njegove primjene širile glasine o iznenadnim uginućima životinja zbog upotrebe karprofena.
Međutim, nikad nije bilo sa sigurnošću utvrđeno, koliko od ovih pojava je bilo povezano sa karprofenom. Treba razmotriti i činjenicu da se ovo sredstvo najčešće propisivalo starijim i obolelim životinjama, ili u slučajevima jakih bolova.
Nekoliko godina kasnije, utvrđeno je da je karprofen, ipak, bezbedan za korištenje te je testiran na ogromnom broju raznih životinjskih vrsta. Naravno, ukoliko je životinja bila podvrgnuta lečenju karprofenom na duži period, preporučeno je da se vrše periodični testovi krvi (mesečno ili barem dva puta godišnje). Ovi testovi trebaju pokazati da li u jetri postoje otrovni nusproizvodi i potvrditi da životinja ne pati od neželjenih reakcija.
Iz nepoznatih razloga pri prvim testiranjima leka, crni labradorski retriveri su bili više skloni da pokažu neželjene efekte i reakcije poput problema sa jetrom od drugih testiranih životinja kada su bili izloženi delovanju leka na duži period (npr. kod otklanjanja bolova pri tretmanu degenerativne bolesti zglobova). Da li je ovo slučaj zbog specifične osetljivosti pojedinih rasa ili jednostavno zbog toga što su labradori, kao jedna od veoma popularnih rasa pasa koji su ujedno skloni problemima sa zglobovima, bili najzastupljeniji kod ovih testova, do danas je ostalo nerešeno. Neki veterinari, znajući za ove slučajeve, pogrešno tumače dejstvo karprofena te u tretmanu bolesti zglobova propisuju Deramaks. U svakom slučaju, ostali izveštaji nisu pronašli ni jednu drugu neželjenu reakciju karprofena pri lečenju labradora.
FDA je primila više od 6.000 izveštaja o smrti životinja koje su, po svemu sudeći, bile prouzrokovane lekom na bazi karprofena koji je proizvodila farmaceutska kompanija Pfizer. Kao rezultat tih izveštaja, FDA je tražila od Pfizera da u svojim marketinškim porukama obavesti svoje potrošače o smrtnim slučajevima kao potencijalnim neželjenim efektima pri upotrebi leka. Pfizer je to odbacio, no, kao kompromis, u prilozima i na pakovanjima leka je morao naznačiti smrt kao jedan od neželjenih efekata. Planovi su, da se izda posebno pismo veterinarima, te da se u pakovanja leka uključi poseban list o opasnostima pri upotrebi leka.
Pfizer je morao objaviti probleme koje su prijavili neki vlasnici pasa, naročito grupa potrošača okupljenih oko kampanje nazvane BARKS (engl. Be Aware of Rimadyl's Known Side-effects - Budimo upozoreni na poznate neželjene efekte Rimadila). Naveli su između ostalog da u neželjene efekte spadaju gubitak apetita, mučnina, povraćanje, epilepsija i teška oštećenja jetre. Kompanija je navodno stupila u kontakt sa vlasnicima ljubimaca, podstičući ih da svoje priče objavljuju na internetu, te im ponudila plaćanje medicinskih i dijagnostičkih troškova za pse koji su bili oboleli zbog Rimadila.

## Humano korištenje
Ranije je karprofen bio korišten u humanoj medicini u periodu od gotovo 10 godina, u dozama od 150 do 600 mg dnevno. Relativno je dobro bio tolerisan, uz blage i povremene neželjene efekte kao što su gastrointestinalni bolovi i mučnina, kao što je to slučaj i sa aspirinom i ostalim nesteroidnim antiupalnim lekovima.
Karprofen se više ne distribuira na tržištu za ljudsku upotrebu, a njegovo povlačenje treba tražiti u komercijalnim razlozima.

## Spoljašnje veze
- Upozorenje o Rimadilu
- Informacije o Pfizerovom proizvodu

|  | Molimo Vas, obratite pažnju na važno upozorenje u vezi sa temama iz oblasti medicine (zdravlja). |